# Palancá
No confundir con palanca
La palancá es una especie de olla, de pequeño tamaño, que, llena de vino, colocan los subanos de Mindanao en la desembocadura de sus ríos, a fin de que los duendes y demás espíritus maléficos beban y satisfechos, se abstengan de causar daño a los habitantes de la región.